# Moncetz-Longevas
Moncetz-Longevas är en kommun i departementet Marne i regionen Grand Est (tidigare regionen Champagne-Ardenne) i nordöstra Frankrike. Kommunen ligger i kantonen Marson som tillhör arrondissementet Châlons-en-Champagne. År 2022 hade Moncetz-Longevas 569 invånare.

## Befolkningsutveckling
Antalet invånare i kommunen Moncetz-Longevas
| Referens: INSEE |